# یواس‌اس افری (اماس‌او-۵۱۱)
یواس‌اس افری (اماس‌او-۵۱۱) (به انگلیسی: USS Affray (MSO-511)) یک کشتی بود که طول آن ۱۷۳ فوت (۵۳ متر) بود. این کشتی در سال ۱۹۵۶ ساخته شد.